# Campeonato Vietnamita de Futebol
A V.League 1, também chamada de LS V.League 1 por motivos de patrocínio, é a competição de futebol mais prestigiada do Vietnã. O campeonato por meio de pontos corridos, define os representantes Vietnamitas que jogarão as principais competições asiáticas, como a AFC Champions League, Copa da AFC, e o Campeonato de Clubes da ASEAN. Sobre o regulamento, os 14 times participantes duelam em sistema de turno e returno, totalizando 26 jogos para cada equipe. O clube que somar a maior pontuação é declarado o vencedor, contando também com uma vaga na Liga dos Campeões da AFC.
Mesmo com a liga tendo um número considerável de edições, a maioria delas são amadoras. A partir da temporada 2000-2001, as equipes foram permitidas pela federação local de contratar jogadores estrangeiros, esse ano de 2000 também marca o ano da profissionalização do campeonato.
A V.League alcançou recentemente a quinta maior média de público entre as melhores ligas da Ásia em 2009 (10.526 espectadores por jogo).
A V.League é considerada a melhor liga de futebol do Sudeste Asiático e está entre as 50 melhores ligas do mundo em qualidade, atendimento e profissionalismo.

## Campeões
| Ano     | Campeão                       | Vice-campeão                  | Artilheiro                      | Clube                                        | Gols              |
| ------- | ----------------------------- | ----------------------------- | ------------------------------- | -------------------------------------------- | ----------------- |
| 1980    | CLB Tổng Cục Đường Sắt        | Công An Hà Nội                | Lê Văn Đặng                     | Công An Hà Nội                               | 10                |
| 1981-82 | CLB Quân dội                  | Quân Khu Thủ đô               | Võ Thành Sơn                    | Sở Công Nghiệp                               | 15                |
| 1982-83 | CLB Quân dội                  | DBD Hải Quan                  | Nguyễn Cao Cường                | CLB Quân dội                                 | 22                |
| 1984    | Công An Hà Nội                | CLB Quân dội                  | Nguyễn Văn Dũng                 | Công Nghiệp Hà Nam Định                      | 15                |
| 1985    | Công Nghiệp Hà Nam Định       | Sở Công Nghiệp                | Nguyễn Văn Dũng                 | Công Nghiệp Hà Nam Định                      | 15                |
| 1986    | Cảng Sài Gòn                  | DBD Hải Quan                  | Nguyễn Văn Dũng Nguyễn Minh Huy | Công Nghiệp Hà Nam Định DBD Hải Quan         | 12                |
| 1987-88 | CLB Quân dội                  | CLB Bóng Đá Quảng Nam Đà Nẵng | Lưu Tấn Liêm                    | DBD Hải Quan                                 | 15                |
| 1989    | CLB Bóng dá Đồng Tháp         | CLB Quân dội                  | Hà Vương Ngầu Nại               | Cảng Sài Gòn                                 | 10                |
| 1990    | CLB Quân dội                  | CLB Bóng Đá Quảng Nam Đà Nẵng | Nguyễn Hồng Sơn                 | CLB Quân dội                                 | 10                |
| 1991    | DBD Hải Quan                  | CLB Bóng Đá Quảng Nam Đà Nẵng | Hà Vương Ngầu Nại               | Cảng Sài Gòn                                 | 10                |
| 1992    | CLB Bóng Đá Quảng Nam Đà Nẵng | Công An Hải Phòng             | Trần Minh Toàn                  | CLB Bóng Đá Quảng Nam Đà Nẵng                | 6                 |
| 1993-94 | Cảng Sài Gòn                  | Công An Thành Phố Hồ Chí Minh | Nguyễn Công Long Bùi Sĩ Thành   | Bình Ðịnh FC CLB Đồng Tâm Long An            | 12                |
| 1995    | Công An Thành Phố Hồ Chí Minh | CLB Bóng đá Huế               | Trần Minh Chiến                 | Công An Thành Phố Hồ Chí Minh                | 14                |
| 1996    | Đồng Tháp FC                  | Công An Thành Phố Hồ Chí Minh | Lê Huỳnh Đức                    | Công An Thành Phố Hồ Chí Minh                | 25                |
| 1997    | Cảng Sài Gòn                  | CLB Sông Lam Nghệ An          | Lê Huỳnh Đức                    | Công An Thành Phố Hồ Chí Minh                | 16                |
| 1998    | CLB Quân dội                  | Công An Hà Nội FC             | Nguyễn Văn Dũng                 | Nam Định FC                                  | 17                |
| 1999-00 | CLB Sông Lam Nghệ Ann         | Công An Thành Phố Hồ Chí Minh | Văn Sỹ Thuỷ                     | CLB Sông Lam Nghệ An                         | 14                |
| 2000-01 | CLB Sông Lam Nghệ An          | Nam Định FC                   | Đặng Đạo                        | Thanh Hóa FC                                 | 11                |
| 2001-02 | Cảng Sài Gòn                  | Công An Thành Phố Hồ Chí Minh | Hồ Văn Lợi                      | Cảng Sài Gòn                                 | 9                 |
| 2003    | CLB Hoàng Anh Gia Lai         | CLB Đồng Tâm Long An          | Emeka Achilefu                  | Nam Định FC                                  | 11                |
| 2004    | CLB Hoàng Anh Gia Lai         | Nam Định FC                   | Amaobi Uzowuru                  | Nam Định FC                                  | 15                |
| 2005    | CLB Đồng Tâm Long An          | CLB SHB Đà Nẵng               | Kesley Alves                    | Bình Dương FC                                | 21                |
| 2006    | CLB Đồng Tâm Long An          | Bình Dương FC                 | Elenildo de Jesus               | Cảng Sài Gòn                                 | 18                |
| 2007    | Bình Dương FC                 | CLB Đồng Tâm Long An          | Jose Emidio de Almeida          | CLB SHB Đà Nẵng                              | 16                |
| 2008    | Bình Dương FC                 | CLB Đồng Tâm Long An          | Jose Emidio de Almeida          | CLB SHB Đà Nẵng                              | 23                |
| 2009    | CLB SHB Đà Nẵng               | Bình Dương FC                 | Gastón Merlo Lazaro de Souza    | CLB SHB Đà Nẵng CLB Bóng đá Navibank Sài Gòn | 15                |
| 2010    | Hà Nội T&T FC                 | Hải Phòng FC                  | Gastón Merlo                    | CLB SHB Đà Nẵng                              | 19                |
| 2011    | CLB Sông Lam Nghệ An          | Hà Nội T&T FC                 | Gastón Merlo                    | CLB SHB Đà Nẵng                              | 22                |
| 2012    | CLB SHB Đà Nẵng               | Hà Nội T&T FC                 | Timothy Anjembe                 | Hà Nội FC                                    | 17                |
| 2013    | Hà Nội T&T FC                 | CLB Hoàng Anh Gia Lai         | Samson Kayode Olaley            | Hà Nội T&T FC                                | 17                |
| 2014    | Bình Dương FC                 | Hà Nội T&T FC                 | Samson Kayode Olaley            | Hà Nội T&T FC                                | 24                |
| 2015    | Bình Dương FC                 | Hà Nội T&T FC                 | Tambwe Patiyo                   | QNK Quảng Nam FC                             | 18                |
| 2016    | Hà Nội T&T FC                 | Hải Phòng FC                  | Gastón Merlo                    | CLB SHB Đà Nẵng                              | 24                |
| 2017    | QNK Quảng Nam FC              | FLC Thanh Hóa                 | Nguyễn Anh Đức                  | Becamex Bình Dương FC                        | 17                |
| 2018    | Hà Nội FC                     | FLC Thanh Hóa                 | Oseni Ganiyu                    | Hà Nội FC                                    | 17                |
| 2019    | Hà Nội FC                     | Ho Chi Minh City FC           | Pape Omar Faye Bruno Cantanhede | Hà Nội FC Viettel FC                         | 15                |
| 2020    | Viettel FC                    | Hà Nội FC                     | Rimario Gordon Pedro Paulo      | Hà Nội FC Sài Gòn F.C.                       | 12                |
| 2021    | Não houve campeão             | Não houve campeão             | Não houve campeão               | Não houve campeão                            | Não houve campeão |

## Performances
| Clube                                 | Títulos | Anos dos Títulos                         |
| ------------------------------------- | ------- | ---------------------------------------- |
| Viettel FC (Hanoi)                    | 6       | 1981-82, 1982-83, 1987, 1990, 1998, 2020 |
| Hà Nội FC (Hanoi)                     | 5       | 2010, 2013, 2016, 2018, 2019             |
| Binh Duong FC (Bình Dương)            | 4       | 2007, 2008, 2014 e 2015                  |
| Ho Chi Minh City FC (Ho Chi Minh)     | 4       | 1986, 1993-94, 1997 e 2001-02            |
| Sông Lam Nghệ An (Vinh)               | 3       | 1999-00, 2000-01 e 2011                  |
| Hoang Anh Gia Lai (Plei Ku)           | 2       | 2003 e 2004                              |
| Gach Dong Tam Long An (Long An)       | 2       | 2005 e 2006                              |
| Đồng Tháp (Cao Lanh)                  | 2       | 1986 e 1996                              |
| SHB Đà Nẵng                           | 2       | 2009 e 2012                              |
| QNK. Quang Nam                        | 1       | 2017                                     |
| Quang Nam-Da Nang (Da Nang)           | 1       | 1992                                     |
| Hai Quan (Hô-Chi-Minh)                | 1       | 1991                                     |
| Cong nghiep Ha Nam Ninh (Ha Nam Ninh) | 1       | 1985                                     |
| Cong an Ha Noi (Hanoï)                | 1       | 1984                                     |
| Cong an TP                            | 1       | 1995                                     |
| Tong cuc Duong sat (Hanoi)            | 1       | 1980                                     |